# Ankylopteryx (Ankylopteryx) nonelli
Ankylopteryx (Ankylopteryx) nonelli is een insect uit de familie van de gaasvliegen (Chrysopidae), die tot de orde netvleugeligen (Neuroptera) behoort. 
Ankylopteryx (Ankylopteryx) nonelli is voor het eerst wetenschappelijk beschreven door Navás in 1913.